# Foresta nazionale di Caribou-Targhee
La foresta nazionale di Caribou-Targhee si trova tra gli stati dell'Idaho e del Wyoming, con una piccola porzione ricadente nello Utah, negli Stati Uniti. La foresta è suddivisa in diversi settori separati e copre una superficie totale di 10.646,15 km². Ad est confina con il parco nazionale di Yellowstone, il parco nazionale del Grand Teton e la foresta nazionale di Bridger-Teton. La maggior parte del territorio della foresta nazionale è incluso negli 81.000 km² del Greater Yellowstone Ecosystem.

## Storia
La foresta nazionale di Carobou-Targhee nasce dall'unione degli originali territori forestali istituiti nel 1891. Due delle aree boscose si trovano nella sezione più orientale della foresta, al confine con il Parco Nazionale di Yellowstone. I 500 km² del Jedediah Smith Wilderness sono, invece, adiacenti al Parco Nazionale del Grand Teton, sul versante occidentale del Teton Range. Nota per le formazioni carsiche, nell'area si trovano moltissime grotte e la zona offre splendide viste sul versante orientale, meno conosciuto, del Teton Range. I 43 km² del Winegar Hole Wilderness confinano con il parco nazionale di Yellowstone ed il John D. Rockefeller, Jr. Memorial Parkway e furono inizialmente protetti al fine di tutelare l'habitat naturale del grizzly.

## Territorio
La foresta nazionale di Caribou, la più piccola delle due, è localizzata tra il sud-est dell'Idaho, l'ovest del Wyoming ed il nord dello Utah, su una superficie totale di 3.995,14 km². Il locale distretto dei ranger ha i suoi uffici presso le città di Malad City, Montpelier, Pocatello e Soda Springs in Idaho.
La più grande e settentrionale foresta nazionale di Targhee si trova tra l'est dell'Idaho ed il nord-est del Wyoming, su una superficie totale di 6.651,01 km². I locali uffici dei ranger si trovano presso le città di Ashton, Driggs, Dubois e Island Park in Idaho.
La foresta nazionale di Caribou-Targhee è amministrata dallo United States Forest Service, i cui uffici di zona si trovano nella città di Idaho Falls.

## Contee
Di seguito è riportato l'elenco delle contee, in ordine decrescente rispetto alla superficie occupata dalle relative foreste nazionali.

### Foresta nazionale di Caribou
- Contea di Caribou (Idaho)
- Contea di Bonneville (Idaho)
- Contea di Bannock (Idaho)
- Contea di Bear Lake (Idaho)
- Contea di Oneida (Idaho)
- Contea di Franklin (Idaho)
- contea di Lincoln (Wyoming)
- Contea di Power (Idaho)
- Contea di Box Elder (Utah)
- Contea di Cache (Utah)

### Foresta nazionale di Targhee
- Contea di Fremont (Idaho)
- Contea di Clark (Idaho)
- Contea di Teton (Wyoming)
- Contea di Bonneville (Idaho)
- Contea di Teton (Idaho)
- Contea di Lemhi (Idaho)
- Contea di Lincoln (Wyoming)
- Contea di Butte (Idaho)
- Contea di Madison (Idaho)

## Flora
Mentre nel settore occidentale della foresta vegetano una mistura di erbe ed artemisia tridentata, le quote elevate del settore orientale sono dominate da Pinus contorta e numerose specie di pecci (genere Picea) e abeti (genere Abies).

## Fauna
Oltre al grizzly, la maggior parte della megafauna principale associata al Parco Nazionale di Yellowstone si trova nella foresta nazionale di Caribou-Targhee National. Orsi neri (Ursus americanus), lupi grigi (Canis lupus), wapiti (Cervus canadensis), alci (Alces alces), cervi mulo (Odocoileus hemionus), bisonti (Bison bison), puma (Puma concolor) ed antilocapre (Antilocapra americana) sono stati spesso avvistati nella foresta. Un programma di recupero del falco pellegrino (Falco peregrinus) è stato avviato al fine di aumentare la popolazione di questa specie di uccelli. La trota fario di Yellowstone (Oncorhynchus clarkii), il salmerino di fontana (Salvelinus fontinalis) ed il luccio americano (Esox americanus americanus) si trovano nelle acque dei ruscelli e dei laghi e l'area protetta è considerata una delle migliori zone per la pesca della trota fario di Yellowstone.

## Attività
Sono presenti decine di campeggi e circa 2.500 km di percorsi escursionistici che consentono l'accesso a gran parte del bosco. Vi sono due sentieri che permettono l'arrivo ad alta quota nell'Alaska Basin, immediatamente ad ovest delle principali vette del Teton Range e sono collegati con i sentieri del parco nazionale del Grand Teton.